# Artur Artuzow
Artur Artuzow, ros. Артур Христианович Артузов (Фраучи) (ur. 18 lutego 1891 we wsi Ustinowo ujezd kaszyński guberni twerskiej – zm. 21 sierpnia 1937 w Moskwie) – funkcjonariusz wywiadu i kontrwywiadu ZSRR, m.in.: szef Wydziału Zagranicznego OGPU i KBP, zastępca szefa wywiadu wojskowego Razwiedupr.

## Życiorys
Urodził się jako A.K. Frautschi, syn szwajcarskiego producenta serów, który osiedlił się w Imperium Rosyjskim. Od maja 1919 w Czeka, w strukturach kontrwywiadu pod kierownictwem Michaiła Kiedrowa. W latach 1922–1927 szef Oddziału Kontrwywiadowczego (KRO) w Zjednoczonym Państwowym Zarządzie Politycznym (OGPU), jeden z organizatorów Operacji Trust. Werbowaniem agentów zajmował się również osobiście.
Artuzow następnie został mianowany zastępcą szefa Tajnego Zarządu Operacyjnego OGPU, a w 1931 roku został szefem wywiadu zagranicznego (Wydziału Zagranicznego OGPU, VII Oddziału Głównego Zarządu Bezpieczeństwa Państwowego). W 1936 roku został przeniesiony do wywiadu wojskowego Razwiedupr, tam objął stanowisko zastępcy szefa tej instytucji. Artuzow nie zgadzał się ze Stalinem w sprawach Polski i Niemiec, próbował też przestrzegać pewnych norm postępowania podczas czystek lat trzydziestych. Naraził się tym Stalinowi, który kazał go aresztować i rozstrzelać. Przed egzekucją na Łubiance 21 sierpnia 1937 roku Artuzow, jak mówiono, wydrapał na ścianie celi, w której spędzał ostatnie chwile swojego życia, napis: obowiązkiem uczciwego człowieka jest zabić Stalina.
Był odznaczony dwoma Orderami Czerwonego Sztandaru (18 lipca 1921 i w 1932) i dwoma odznakami „Honorowego Czekisty” (1923 i 20 grudnia 1932).